# Vaine Iriano Wichman
Vaine Iriano Wichman est une femme politique des Îles Cook et économiste en développement. Elle est membre du Parti des Îles Cook.

## Biographie
Vaine Iriano Wichman obtient sa maîtrise en économie du développement à l'Université de Bradford en 1987. En 2006, elle suit le cours "leader en développement" à la Harvard Kennedy School.

### Carrière
De 2004 à 2006, Vaine Iriano Wichman est membre du 11e Parlement des Îles Cook, représentant Ruaau. Elle se présente à l'élection partielle de 2003 pour Ruaau, mais est battue par Geoffrey Heather.
En 2012, elle est réélue pour un second mandat à la présidence du Conseil national des femmes des Îles Cook,.
En tant qu'économiste du développement, Vaine Iriano Wichman produit un certain nombre de rapports pour la Banque asiatique de développement, notamment :
- Réorganiser le secteur public des Îles Cook (2008)[5]
- Simplifier les choses ? : Harmoniser l'acheminement de l'aide aux Îles Cook (2008)[6]

Elle est également l'auteur de Des mots aux brouettes : le fonds renouvelable de Nukuroa et À la pêche aux réponses : Évaluation socio-économique de l'industrie du gibier et de la pêche à petite échelle à Rarotonga.
Vaine Iriano Wichman est actuellement la coordinatrice nationale des Îles Cook pour le programme Changement climatique de l'UE de l'Université du Pacifique Sud.